# Mound (Louisiane)
Mound est un village de la Paroisse de Madison en Louisiane aux États-Unis.

## Nomenclature
La communauté a été nommée pour un monticule amérindien qui se trouvait sur le site d'origine de la ville. 

## Géographie
Selon le Bureau du recensement des États-Unis, le village a une superficie totale de 0,52 km2, tous terrains compris. 

## Démographie
Lors du recensement de 2000, il y avait 12 personnes, 4 ménages et 4 familles dans le village. La densité de population était de 49,3 habitants par mile carré (19,3 / km²). Il y avait 5 unités de logement à une densité moyenne de 20,5 par mile carré (8,0 / km²). La composition raciale du village était 100,00% blanche. 50,0% avaient des enfants de moins de 18 ans vivant avec eux, 100,0% étaient des couples mariés vivant ensemble et 0,0% n'étaient pas des familles. Aucun ménage n'était constitué d'une seule personne, et aucun n'avait de personne vivant seule âgée de 65 ans ou plus. La taille moyenne des ménages était de 3,00 et la taille moyenne de la famille était de 3,00.
La répartition par âge était de 25,0% chez les moins de 18 ans, 8,3% de 18 à 24 ans, 25,0% de 25 à 44 ans, 25,0% de 45 à 64 ans et 16,7% de 65 ans ou plus. L'âge médian était de 42 ans. Pour 100 femmes, il y avait 50,0 hommes. Pour 100 femmes âgées de 18 ans et plus, il y avait 80,0 hommes.
Le revenu médian des ménages dépassait 200 000 $, tout comme le revenu familial médian. Les hommes et les femmes avaient un revenu médian supérieur à 100 000 $. Le revenu par habitant du village était de 92 200 dollars. Il y avait 33,3% des familles vivant en dessous du seuil de pauvreté et 50,0% de la population, dont 50,0% de moins de 18 ans et aucune de plus de 64 ans. 